# Динамо (футбольный клуб, Гагра)
«Динамо» — абхазский футбольный клуб из Гагры. Победитель Кубка Абхазии. Основан не позднее 1983 года в городе Гагра Абхазской АССР Грузинской ССР. Участник чемпионата Грузинской ССР в 1983, 1986, 1987 и 1988 году. Дебютант чемпионата СССР 1991 года во Второй низшей лиге 4 зона.

## Достижения
- Чемпионат Абхазии — 2 место (1999, 1999/00) 3 место (2003)
- Кубок Абхазии — Победитель
- Суперкубок Абхазии — финалист (1999)
- В третьей лиге СССР — 22 место (в зональном турнире третьей лиги 1991 год).